# Epinecrophylla pyrrhonota
El hormiguerito del Negro (Epinecrophylla pyrrhonota), es una especie de ave paseriforme de la familia Thamnophilidae perteneciente al género Epinecrophylla. Es nativo del occidente de la cuenca amazónica en América del Sur.

## Distribución y hábitat
Se distribuye por el sureste de Colombia (cerca de la base de los Andes hacia el sur desde Meta, y este de Vaupés), sur de Venezuela (Amazonas), Bolívar al este hasta la cuenca del río Caroní, extremo noreste de Ecuador (Sucumbíos), noreste del Perú (Loreto al norte de los ríos Napo y Amazonas) y noroeste de Brasil (cuenca del río Negro y norte de Roraima).
Habita en el sotobosque de bosques húmedos, principalmente de tierra firme, por abajo de los 500 m de altitud.

## Sistemática

### Descripción original
La especie E. pyrrhonota fue descrita por primera vez por los zoólogos británicos Philip Lutley Sclater y Osbert Salvin en 1873 bajo el nombre científico Myrmotherula pyrrhonota.

### Etimología
El nombre genérico femenino «Epinecrophylla» proviene del griego «epi»: sobre, «nekros»: muerto, y «phullon»: hoja; significando «sobre hojas muertas», reflejando la fuerte predilección de las especies de este género por buscar insectos en hojas muertas colgantes; y el nombre de la especie «pyrrhonota», del griego «purrhos»:rojo, de color de llama y «nōtos»: de espalda, significando «de dorso rojo».

### Taxonomía
Diversos autores sugirieron que el género Myrmotherula no era monofilético, uno de los grupos que fueron identificados como diferente del Myrmotherula verdadero fue el grupo de garganta punteada o haematonota, cuyos miembros comparten similitudes de plumaje, de hábitos de alimentación y de vocalización. Finalmente, análisis filogenéticos de la familia conducidos por Isler et al. (2006), incluyendo seis especies del grupo haematonota y más doce de Myrmotherula, encontraron que los dos grupos no estaban hermanados. Para aquel grupo fue descrito el género Epinecrophylla. La separación en el nuevo género fue aprobada en la Propuesta N° 275 al Comité de Clasificación de Sudamérica (SACC) en mayo de 2007.
La separación de las antes subespecies E. pyrrhonota y Epinecrophylla amazonica de E. haematonota propuesta en el estudio de Whitney et al. 2013 con base en análisis de filogenia molecular, morfología y vocalización, fue aprobada en la Parte A de la Propuesta N° 589 al SACC. Tanto el Congreso Ornitológico Internacional (IOC), como Clements Checklist v.2018 listan ambas como especies plenas.
Es monotípica.
Algunos autores más recientes tratan a la presente especie y a Epinecrophylla fjeldsaai como subespecies de E. haematonota, con base en la similitud de vocalización y poca diferencia de plumaje. Los análisis genéticos, sin embargo, muestran que la presente sería diferente, pero no así fjeldsaai.